# Хотянівка
Хотяні́вка — село у Вишгородському районі Київської області з населенням 982 чоловік, біля річки Десна. Навколо села розташовується багато дачних масивів, на південному заході село Осещина, а на північному сході село Новосілки. Відстань до райцентру становить близько 8 км і проходить автошляхом Т 1001 та Т 2509.

## Історія
Виникнення поселення сягає часів трипільської культури, тобто IV-III тисячоліття до н.е. В урочищі «Кут» археологами було виявлено залишки поселення епохи неоліту. Деякі краєзнавці вважають, що древнє місто Хотин - праматір села Хотянівки.
Існують місцеві легенди про виникнення назви села.
По Десні плив човен з людьми. Невдовзі вони побачили невеликий острівець. Вийшовши на сушу, один чоловік промовив: «Хотя нивка невеличка, але жити можна». Так утворилася назва села.
Першого поселенця – рибалку звали Хотин. Від його імені назва села: спочатку «Хотинівка», пізніше – «Хотянівка».
На «клаптику» суші першою оселилась родина з двома доньками. Дівчатка мали дивні імена – Хотя і Нівка. Від цих імен – і назва «Хотянівка».
Основним ремеслом перших жителів місцевості було гончарство. У лузі, біля озера Підхатнього що неподалік Десни, і оселились перші хотянівці. Можливо, назва села походить від назви «люди з Підхатнього», тому й «хотянівці». Глину для виробів народні майстри брали у Межигір’ї. Але весняна повінь наповнювала озеро, вода розливалась луками і підтоплювала поселення.
Після повені 1845 року громада вирішила оселитися на пагорбах, де сьогодні розташоване сучасне село.
Через нестачу глини мешканці села освоїли нове ремесло – лозоплетіння. Для виготовлення виробів з лози була достатня кількість сировини. Адже верболози й шелюга росли на деснянських берегах, біля озер і на заливних луках. Меблі, валізи, різноманітні кошики для господарства та побуту, - вироби, плетені руками хотянівців,– були знані не лише в Україні, а й поза її межами.
До 1923 року Дніпрово–Деснянське межиріччя і Хотянівка адміністративно належали Чернігівській губернії. Пізніше це був Київський округ. У 1932 році створюється Київська область, а у 1974 році – Вишгородський район. До складу Вишгородського району входить і село Хотянівка.
Сьогодні Хотянівка займає площу 243,2 га. Розташована у південній частині Вишгородського р-ну Київської області на правому березі річки Десни. На північному сході межує з селом Новосілки, на півдні – з селом Осещина. Зі сходу омивається водами Десни, а із заходу – водами Київського обвідного каналу.
Село Хотянівка газифіковане, телефонізоване, є провідний швидкісний Інтернет. 
У селі працює школа, бібліотека, будинок культури, пошта, ФАП, 2 АЗС, продуктові магазини, зокрема супермаркет Фора, ринок, три заклади громадського харчування, два магазини господарських та будівельних товарів, шиномонтаж і зареєстровано близько 10 приватних підприємців. 
Джерело - сайт Хотянівської загальноосвітньої школи. 

## Населення

### Мова
Розподіл населення за рідною мовою за даними перепису 2001 року:
| Мова       | Кількість | Відсоток |
| ---------- | --------- | -------- |
| українська | 756       | 93.68%   |
| російська  | 49        | 6.08%    |
| білоруська | 2         | 0.24%    |
| Усього     | 807       | 100%     |

## Навчальні заклади
Хотянівська загальноосвітня школа І-ІІ ступенів 

Вишгородський навчальний центр підготовки поліцейських (ур. Лужок поряд з Хотянівкою).

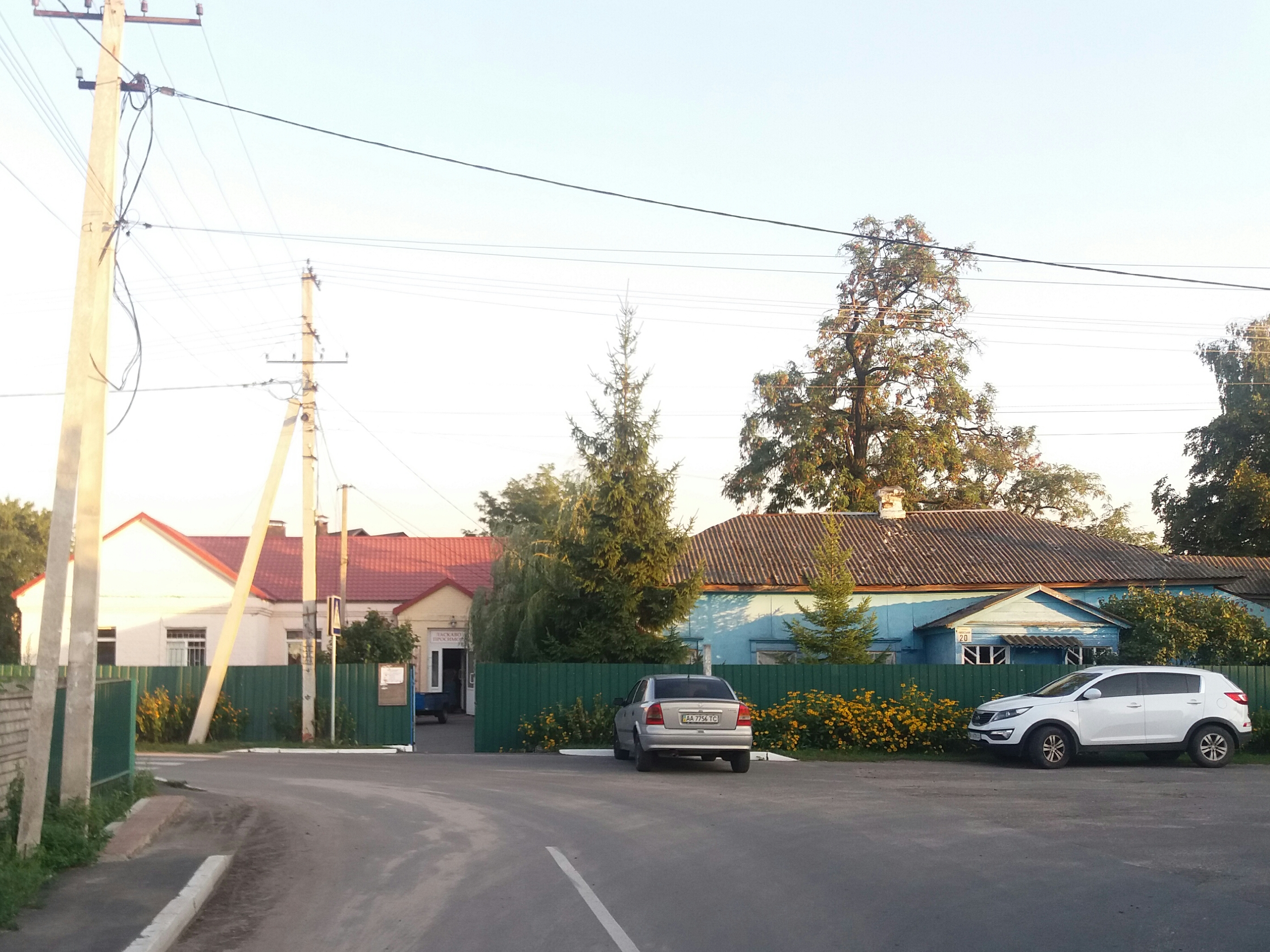
Хотянівська школа

## Медицина
Хотянівська амбулаторія загальної практики – сімейної медицини

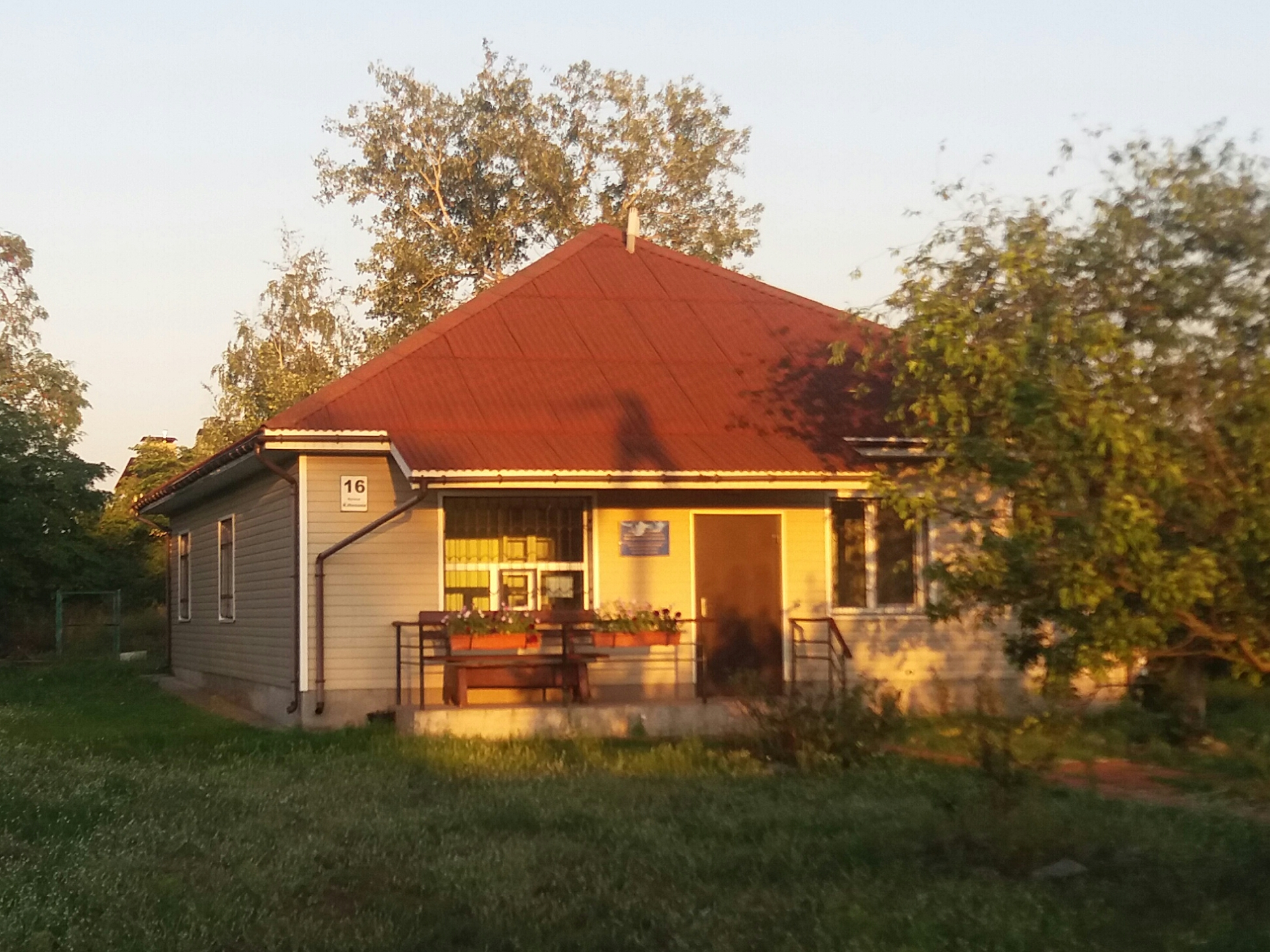
Хотянівська амбулаторія загальної практики – сімейної медицини

## Народні художні промисли
Село відоме народними промислами, пов'язаними з лозоплетінням — і досі більшість виробів з лози (кошики, меблі, крісла-качалки, тини) виготовляються хотянівськими майстрами.
У даний час традиції лозоплетіння згасають. Підприємства, що займались виробництвом плетених меблів, були закриті.

## Заповідні території
Поруч з Хотянівкою розташована ботанічна пам'ятка природи місцевого значення «Дуби́ княги́ні О́льги»

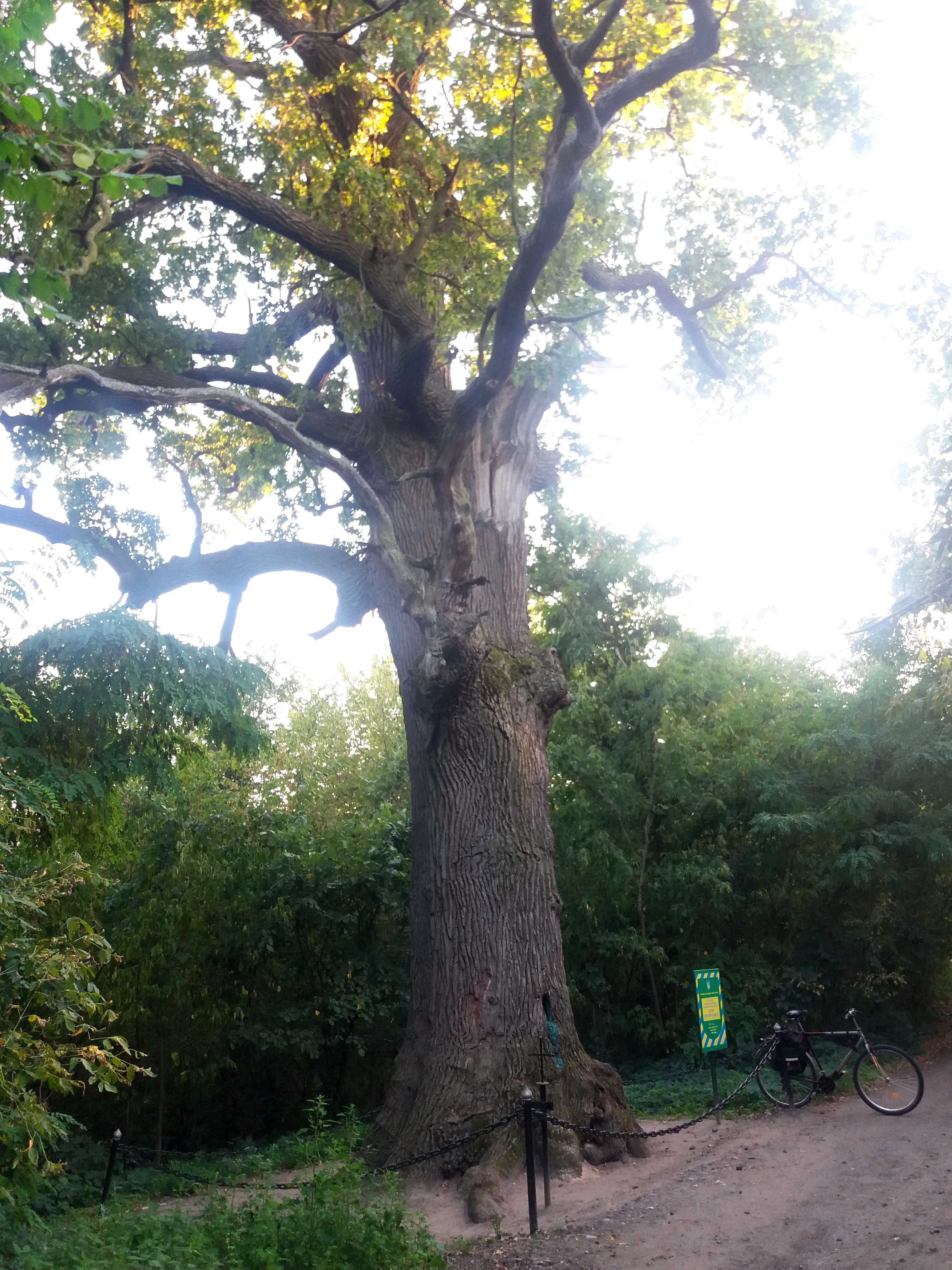

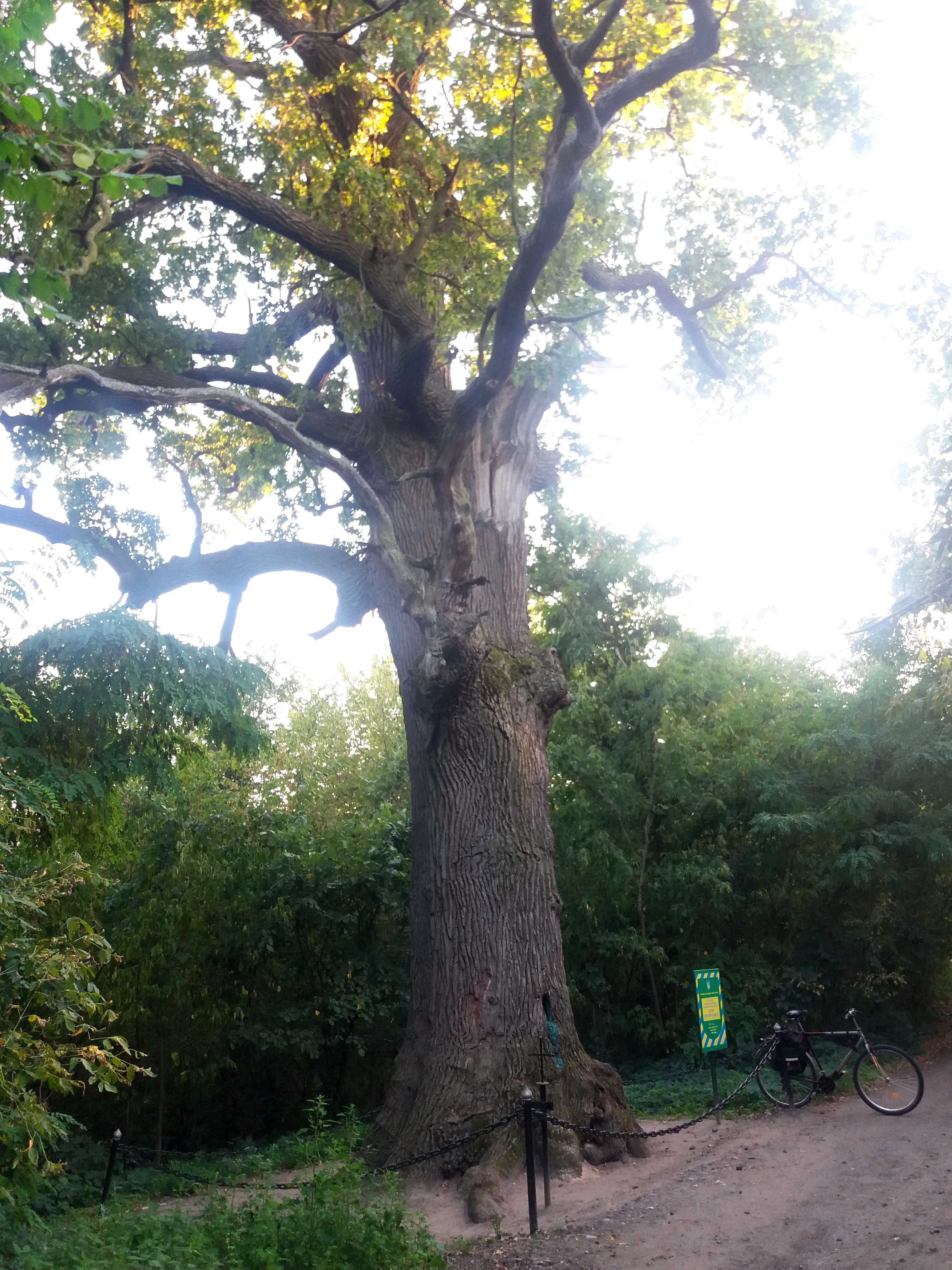
Віковий дуб

## Храми Хотянівки
Храм Преображення Господнього (Православна церква України) у дачному селищі Глядин
Храм Преображення Господнього, московський патріархат. Нині будується.

Храм при Вишгородському навчальному центрі підготовки поліцейських

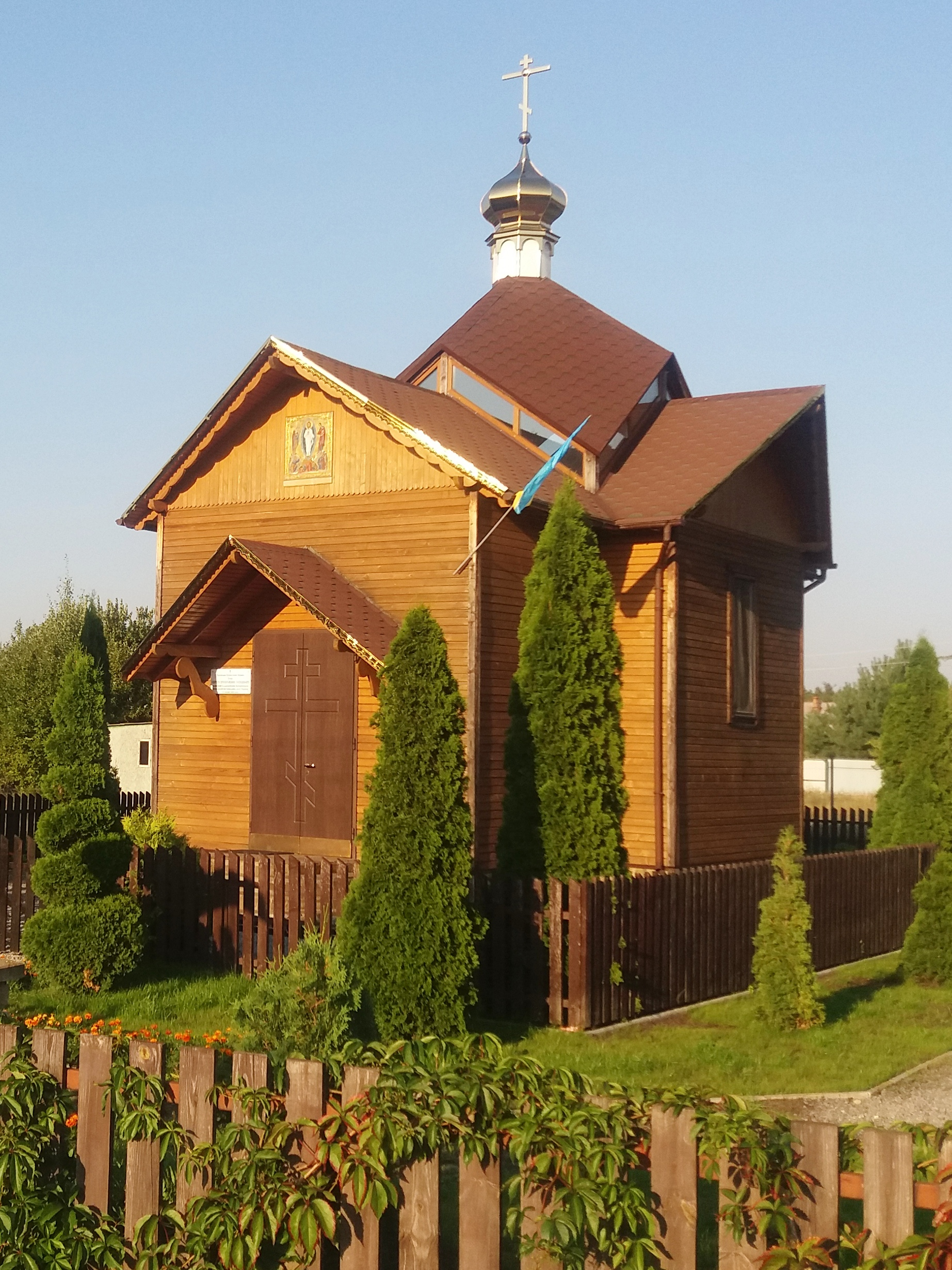
Храм Преображення Господнього (Православна церква України) у дачному селищі Глядин
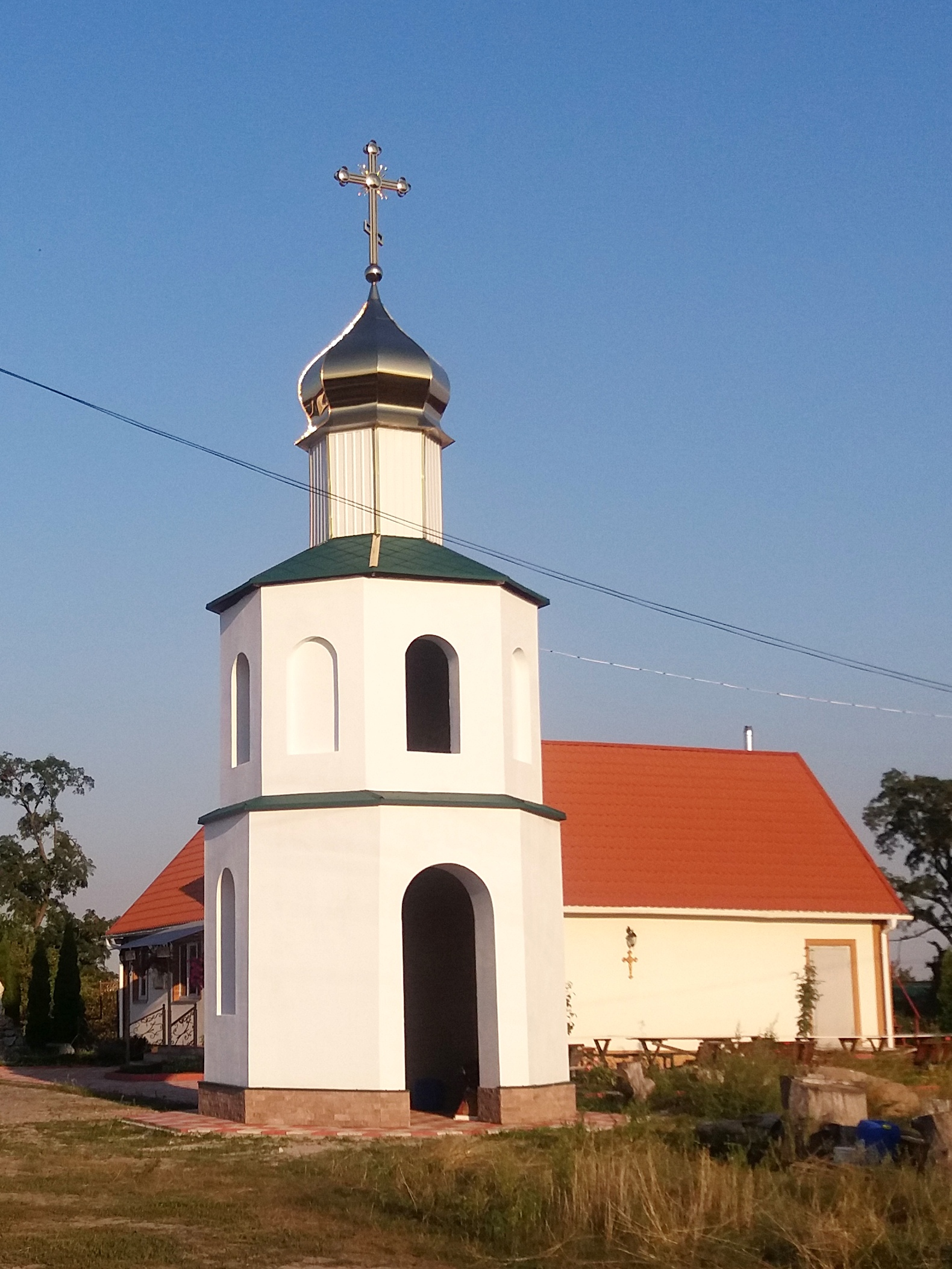
Храм Преображення Господнього (Московський патріархат)
Храм при Вишгородському навчальному центрі з підготовки поліцейських

## Пам'ятники
Монумент загиблим воїнам ІІ світової війни

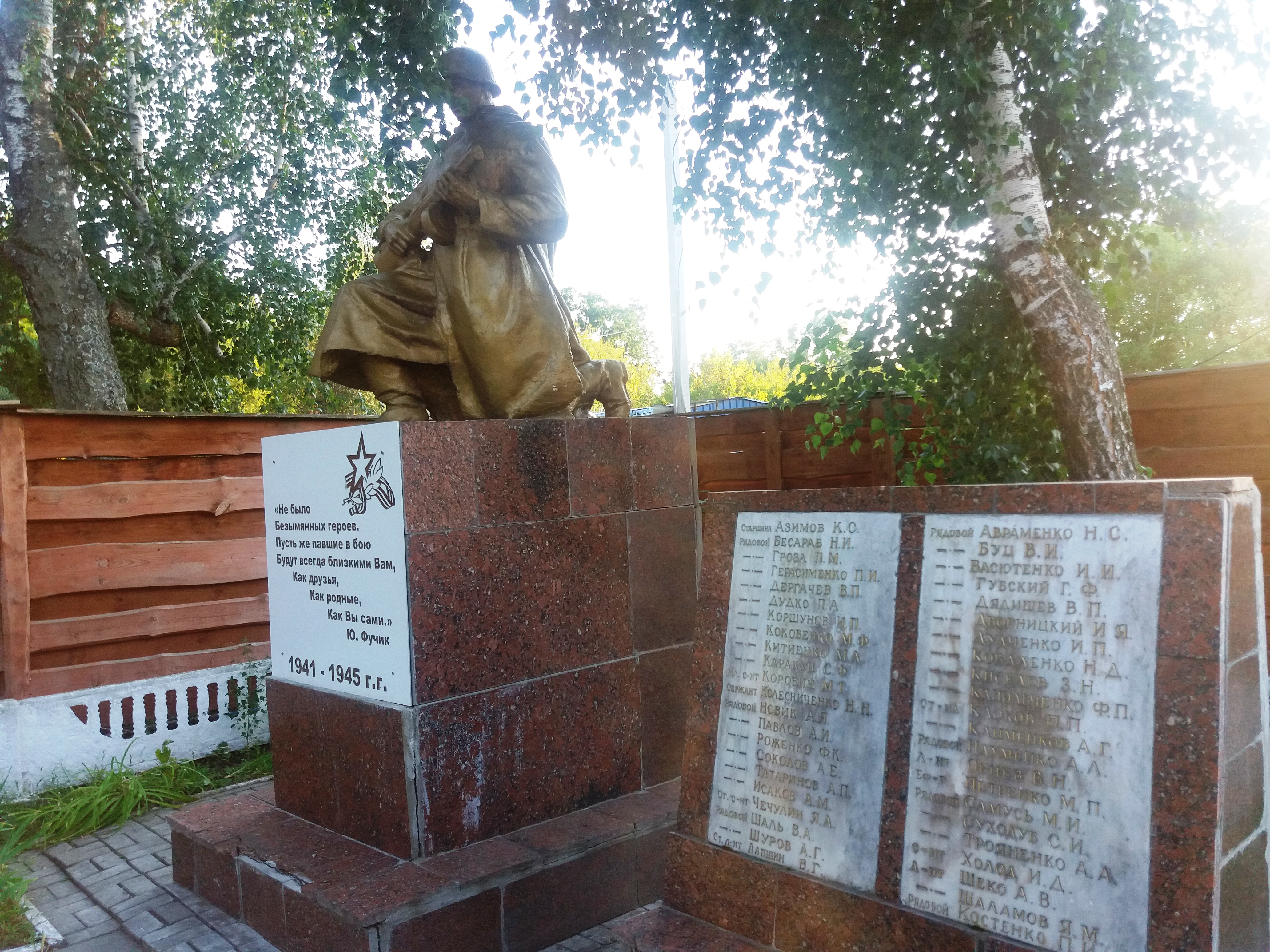
Монумент загиблим воїнам ІІ світової війни

## Відомі люди
У Хотянівці народилися:
- Кучер Галина Федорівна (нар. 1949) — майстриня лозоплетіння, заслужений майстер народної творчості УРСР.
- Непоп Костянтин Іванович (1979—2015) — сержант Збройних сил України, учасник російсько-української війни.